# Marie de Saxe-Altenbourg
Titres
Épouse du prétendant au trône de Hanovre
20 septembre 1866 – 12 juin 1878
 (11 ans, 8 mois et 23 jours)
Reine consort de Hanovre
18 novembre 1851 – 20 septembre 1866
 (14 ans, 10 mois et 2 jours)
Signature
Marie de Saxe-Altenbourg, (née à Hildburghausen le 14 avril 1818 et morte à Gmunden le 9 janvier 1907) est une princesse de Saxe-Altenbourg, devenue reine de Hanovre par son mariage avec George V, petit-fils de George III du Royaume-Uni et de Charlotte de Mecklembourg-Strelitz.

## Biographie

### Contexte familial
Marie, née princesse de Saxe-Hildburghausen, est l'aînée des six filles de Joseph de Saxe-Altenbourg et d'Amélie de Wurtemberg. Elle naît à Hildburghausen le 14 avril 1818. En 1826, sa famille déménage à Altenburg à la suite d'un transfert de territoires entre les différentes branches de la Maison de Wettin, et Marie prend le titre de princesse de Saxe-Altenburg. La princesse est adepte du Piétisme. Sur les conseils de la reine des Belges Louise d'Orléans, la princesse est pressentie pour épouser le prince royal de France mais ce projet n'aboutit pas et à 21 ans, la princesse est toujours célibataire. 

### Mariage

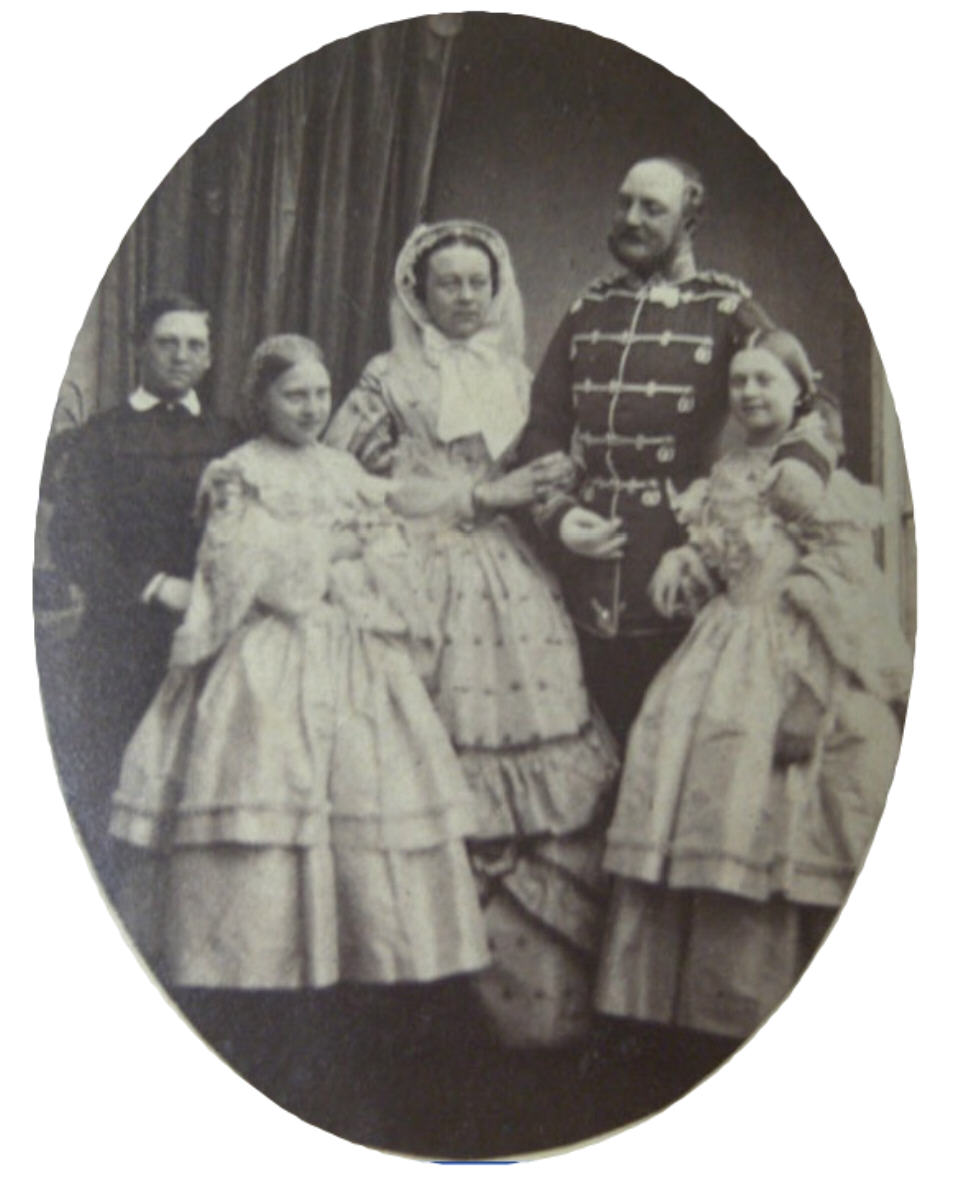
La famille royale de Hanovre (vers 1860).

En 1839, la princesse rencontre au château de Monbrillant le prince royal de Hanovre. Le prince royal, qui a un an de moins que la princesse, a la particularité d'être aveugle depuis l'âge de 14 ans. Néanmoins le couple se marie à Hanovre le 18 février 1843. Bientôt la princesse royale donne un fils et deux filles à la couronne de Hanovre. Le roi de Hanovre, Ernest-Auguste Ier meurt le 18 novembre 1851 et le prince royal devient roi sous le nom de Georges V de Hanovre. Né en Grande-Bretagne, le roi est aussi un membre de la maison royale d'Angleterre et un cousin germain de la reine Victoria du Royaume-Uni. En 1857, il offre à son épouse le Château de Marienburg.

### Installation en Autriche
Si le royaume est épargné par les remous de la Révolution de 1848, il se retrouve, comme ses voisins, confrontés aux ambitions prussiennes. Vaincu lors de la Bataille de Langensalza au cours de la Guerre austro-prussienne de 1866, le royaume de Hanovre est arbitrairement annexé par la Prusse. La famille royale se réfugie en Autriche où elle fait l'acquisition de la villa Thun à Gmunden. Marie de Saxe-Altenbourg gardera une rancune tenace envers la maison de Hohenzollern. 
Le roi Georges V meurt en 1878 et son fils devient le chef de la maison de Hanovre, sous le nom d'Ernest-Auguste II. Il épouse, en 1878, la princesse Thyra de Danemark, sœur de la princesse de Galles et de la tsarevna de Russie, princesses ouvertement et véhémentement prussophobes. Le 18 octobre 1884, Guillaume, dernier duc de Brunswick meurt. Le prétendant au trône de Hanovre étant son plus proche parent, le testament du feu duc le désigne ouvertement comme héritier du trône et Georges V se proclame dès lors « duc de Brunswick ». Cependant le chancelier d'Empire Otto von Bismarck incite l'empereur allemand Guillaume Ier à s'opposer de nouveau aux intérêts de la maison de Hanovre et nomme un régent en la personne du prince Albert de Prusse (de 1885 à 1906), ranimant la rancœur qui opposait les deux dynasties.

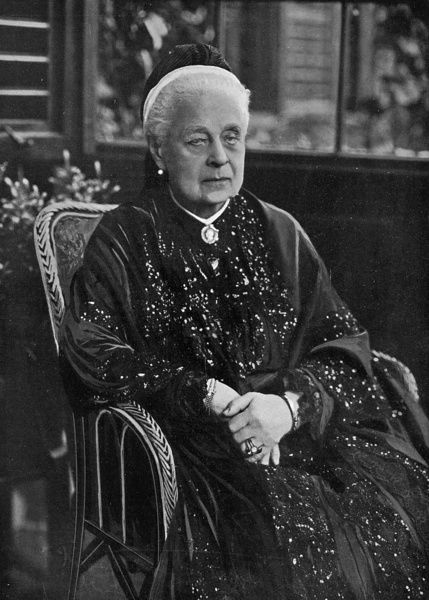
L’ancienne reine de Hanovre en 1903.

### Mort
Marie de Saxe-Altenbourg meurt le 9 janvier 1907 à l'âge de 88 ans à Gmunden, Autriche, où elle est inhumée.

## Descendance
Le 18 février 1843, à Hanovre, Marie de Saxe-Altenbourg épouse George V, prince royal de Hanovre avec qui elle a trois enfants :
- Ernest-Auguste de Hanovre (1845-1923), prétendant au trône de Hanovre, épouse en 1878 Thyra de Danemark (1853-1933) ;
- Frederika de Hanovre (1848-1926), épouse en 1880 Alphonse baron de Pawel-Rammingen (1843-1932) ;
- Marie de Hanovre (1849-1904), sans alliance.

## Honneurs
- Dame noble de l'ordre de la Reine Marie-Louise d'Espagne.
- Dame 1re classe de l'ordre royal de Victoria et Albert, Royaume-Uni ;
- Dame de l'ordre de Sainte-Catherine (Empire russe).

## Ascendance
|  |                                                |  |  |  |  |  |  |  |  |  |  |  |  |
|  | 8. Ernest-Frédéric III de Saxe-Hildburghausen  |  |  |  |  |  |  |  |  |  |  |  |  |
|  |                                                |  |  |  |  |  |  |  |  |  |  |  |  |
|  |                                                |  |  |  |  |  |  |  |  |  |  |  |  |
|  | 4. Frédéric Ier de Saxe-Hildburghausen         |  |  |  |  |  |  |  |  |  |  |  |  |
|  |                                                |  |  |  |  |  |  |  |  |  |  |  |  |
|  |                                                |  |  |  |  |  |  |  |  |  |  |  |  |
|  | 9. Ernestine de Saxe-Weimar-Eisenach           |  |  |  |  |  |  |  |  |  |  |  |  |
|  |                                                |  |  |  |  |  |  |  |  |  |  |  |  |
|  |                                                |  |  |  |  |  |  |  |  |  |  |  |  |
|  | 2. Joseph de Saxe-Altenbourg                   |  |  |  |  |  |  |  |  |  |  |  |  |
|  |                                                |  |  |  |  |  |  |  |  |  |  |  |  |
|  |                                                |  |  |  |  |  |  |  |  |  |  |  |  |
|  | 10. Charles II de Mecklembourg-Strelitz        |  |  |  |  |  |  |  |  |  |  |  |  |
|  |                                                |  |  |  |  |  |  |  |  |  |  |  |  |
|  |                                                |  |  |  |  |  |  |  |  |  |  |  |  |
|  | 5. Charlotte de Mecklembourg-Strelitz          |  |  |  |  |  |  |  |  |  |  |  |  |
|  |                                                |  |  |  |  |  |  |  |  |  |  |  |  |
|  |                                                |  |  |  |  |  |  |  |  |  |  |  |  |
|  | 11. Frédérique de Hesse-Darmstadt              |  |  |  |  |  |  |  |  |  |  |  |  |
|  |                                                |  |  |  |  |  |  |  |  |  |  |  |  |
|  |                                                |  |  |  |  |  |  |  |  |  |  |  |  |
|  | 1. Marie de Saxe-Altenbourg                    |  |  |  |  |  |  |  |  |  |  |  |  |
|  |                                                |  |  |  |  |  |  |  |  |  |  |  |  |
|  |                                                |  |  |  |  |  |  |  |  |  |  |  |  |
|  | 12. Frédéric-Eugène de Wurtemberg              |  |  |  |  |  |  |  |  |  |  |  |  |
|  |                                                |  |  |  |  |  |  |  |  |  |  |  |  |
|  |                                                |  |  |  |  |  |  |  |  |  |  |  |  |
|  | 6. Louis-Frédéric de Wurtemberg                |  |  |  |  |  |  |  |  |  |  |  |  |
|  |                                                |  |  |  |  |  |  |  |  |  |  |  |  |
|  |                                                |  |  |  |  |  |  |  |  |  |  |  |  |
|  | 13. Frédérique-Dorothée de Brandebourg-Schwedt |  |  |  |  |  |  |  |  |  |  |  |  |
|  |                                                |  |  |  |  |  |  |  |  |  |  |  |  |
|  |                                                |  |  |  |  |  |  |  |  |  |  |  |  |
|  | 3. Amélie de Wurtemberg                        |  |  |  |  |  |  |  |  |  |  |  |  |
|  |                                                |  |  |  |  |  |  |  |  |  |  |  |  |
|  |                                                |  |  |  |  |  |  |  |  |  |  |  |  |
|  | 14. Charles-Christian de Nassau-Weilbourg      |  |  |  |  |  |  |  |  |  |  |  |  |
|  |                                                |  |  |  |  |  |  |  |  |  |  |  |  |
|  |                                                |  |  |  |  |  |  |  |  |  |  |  |  |
|  | 7. Henriette de Nassau-Weilbourg               |  |  |  |  |  |  |  |  |  |  |  |  |
|  |                                                |  |  |  |  |  |  |  |  |  |  |  |  |
|  |                                                |  |  |  |  |  |  |  |  |  |  |  |  |
|  | 15. Caroline d'Orange-Nassau                   |  |  |  |  |  |  |  |  |  |  |  |  |
|  |                                                |  |  |  |  |  |  |  |  |  |  |  |  |
|  |                                                |  |  |  |  |  |  |  |  |  |  |  |  |